# Joanna Arida
Joanna Arida (en árabe: جوانا عريضة‎; nacida el 26 de febrero de 1998 en Amán) es una actriz y modelo jordana. Es conocida por su papel de Rania en la serie AlRawabi School for Girls, de Netflix.

## Carrera
Arida comenzó su carrera como modelo en 2015 y ha obtenido cada vez más trabajos como modelo desde 2018. En 2021, saltó a la fama internacional con su papel de Rania en la serie de Netflix Escuela para señoritas de Al Rawabi, disponible en 190 países.
Arida obtuvo su bachillerato en arquitectura en la Universidad Germano-Jordana y, además de árabe e inglés, habla alemán.
En su tiempo libre, Arida toca el piano y dibuja. Tiene una hermana mayor, Tala Arida, quien comenzó a modelar antes que ella y un hermano menor.
Joanna también canta. Hizo, junto a su compañera de reparto Yara Mustafa, una versión acústica de Summertime Sadness, de Lana Del Rey.

## Filmografía
- 2011: Al Juma Al Akheira
- 2018: Click (serie de televisión, 1 episodio)
- 2021: AlRawabi School for Girls (serie de televisión, 6 episodios)